# Leaving Spirit
Leaving Spirit ist eine deutsche Blues- und Southern-Rock-Band aus Würzburg. Die Band besteht aus Paula Frecot, Florian Eppel, Maik Wiezorrek, Amelie Platzöder, Dmitry Nikiforov und Fabian Schäfauer. Im August 2019 hat sie ihr Debüt-Album Things Change veröffentlicht und wurde kurz darauf von der deutschen Zeitschrift Gitarre & Bass als Act des Monats vorgestellt.
Der Name Leaving Spirit ist angelehnt an die Textzeile „my spirit is crying for leaving“ aus dem Song Stairway to Heaven von Led Zeppelin.

## Geschichte
Leaving Spirit wurde im Jahr 2016 von Charlotte Bohne, Marea Löser, Leo Kürschner, Laurin Seitz und Florian Eppel aus einem Projekt der Würzburger Sing- und Musikschule heraus gegründet.
Nachdem sie 2017 den Newcomer Contest „Enter the Stage“ der Würzburger Rockgemeinschaft e.V. gewannen, komplettierte Anton Bohne als dritter Gitarrist das Gitarrentrio. Leaving Spirit hat daraufhin einige Club und Festivalauftritte in der Region gespielt, unter anderem zwei Shows bei Würzburgs größtem Festival, dem Umsonst&Draußen-Festival 2018.
Ebenfalls im Jahr 2018 wurden die Aufnahmen für das Debüt-Album Things Change begonnen. Da die Gründungsmitglieder Marea Löser, Charlotte Bohne und Laurin Seitz zum Studium aus Würzburg wegzogen, wurde entschieden das Album mit der neuen Sängerin Paula Frecot zu vollenden. Wenig später wurde die Band von Felix Möser (Schlagzeug) und Linus Glaesemer (Bass) komplettiert.
Das Debüt-Album Things Change wurde schließlich am 2. August 2019 veröffentlicht und erhielt sehr gute Rezensionen von Fachzeitschriften und Blogs.
Am 23. September 2022 veröffentlichte die Band ihre zweite Studioproduktion mit dem Titel "100% Leaving Spirit", welche komplett in Eigenregie produziert wurde. Daraufhin folgte eine zwei-wöchige Tour durch Deutschland mit einem ersten Konzert in Belgien.

## Stil
Leaving Spirit spielt handgemachte Rockmusik mit Einflüssen aus Blues, Country und Southern Rock. Ihr Stil wird oft verglichen mit Bands und Künstlern wie Neil Young, Lynyrd Skynyrd, Larkin Poe oder Blackberry Smoke. Ein besonderes Markenzeichen der Band ist unter anderem die ungewöhnliche Instrumentierung. Auf dem Album Thíngs Change werden teilweise Lapsteel-Gitarre, Mandoline, Blues Harp oder auch Löffel verwendet.
Ungewöhnlich für das Genre ist auch die markante weibliche Hauptgesangsstimme von Paula Frecot, die als eine Mischung aus Grace Slick und Stevie Nicks beschrieben werden kann, trotzdem jedoch ihren eigenen Wiedererkennungswert besitzt.

## Diskografie
- 2024: Guide to the Spirit World (Studioalbum)
- 2023: Live Sessions (Livealbum)
- 2022: 100% Leaving Spirit (Studioalbum)
- 2021: Refrigerator Blues (Single)
- 2021: Myth of the Delta Blues (Single)
- 2021: Come Together (Single)
- 2021: Dusty Window (Single)
- 2020: Acoustic Garden Sessions (Akustikalbum)
- 2019: Things Change (Studioalbum)